# Targhetta

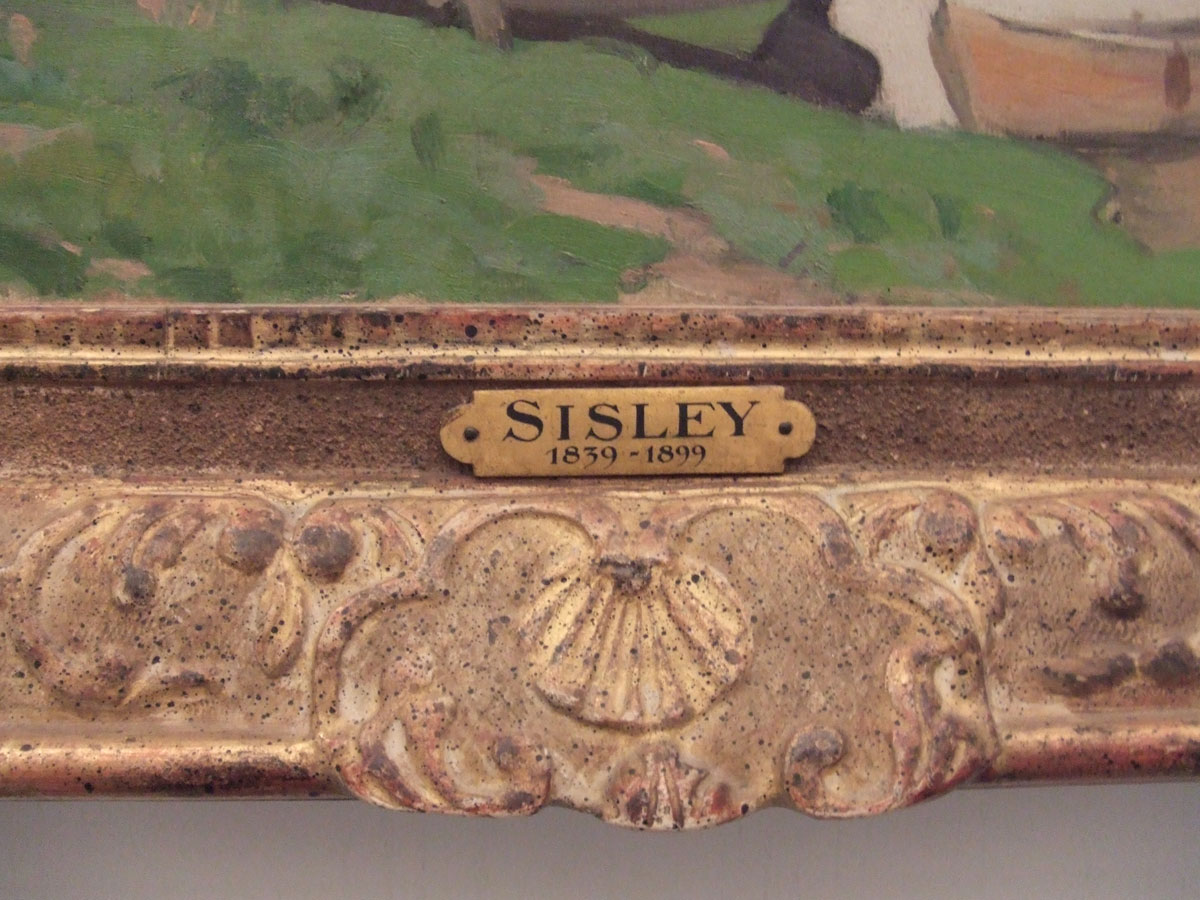
Targhetta su La Senna ad Argenteuil, opera di Alfred Sisley.

In museografia, la targhetta è una piccola piastra posta sulla cornice di un'opera d'arte, o su un altro supporto accanto al lavoro (soprattutto in musei e gallerie d'arte) e che porta il titolo del lavoro, il suo autore e altre informazioni pertinenti (data, tecnica, dimensioni, luogo di deposito, proprietario, donatore, numero di inventario, ecc.).

## Altre forme di cartellino in pittura

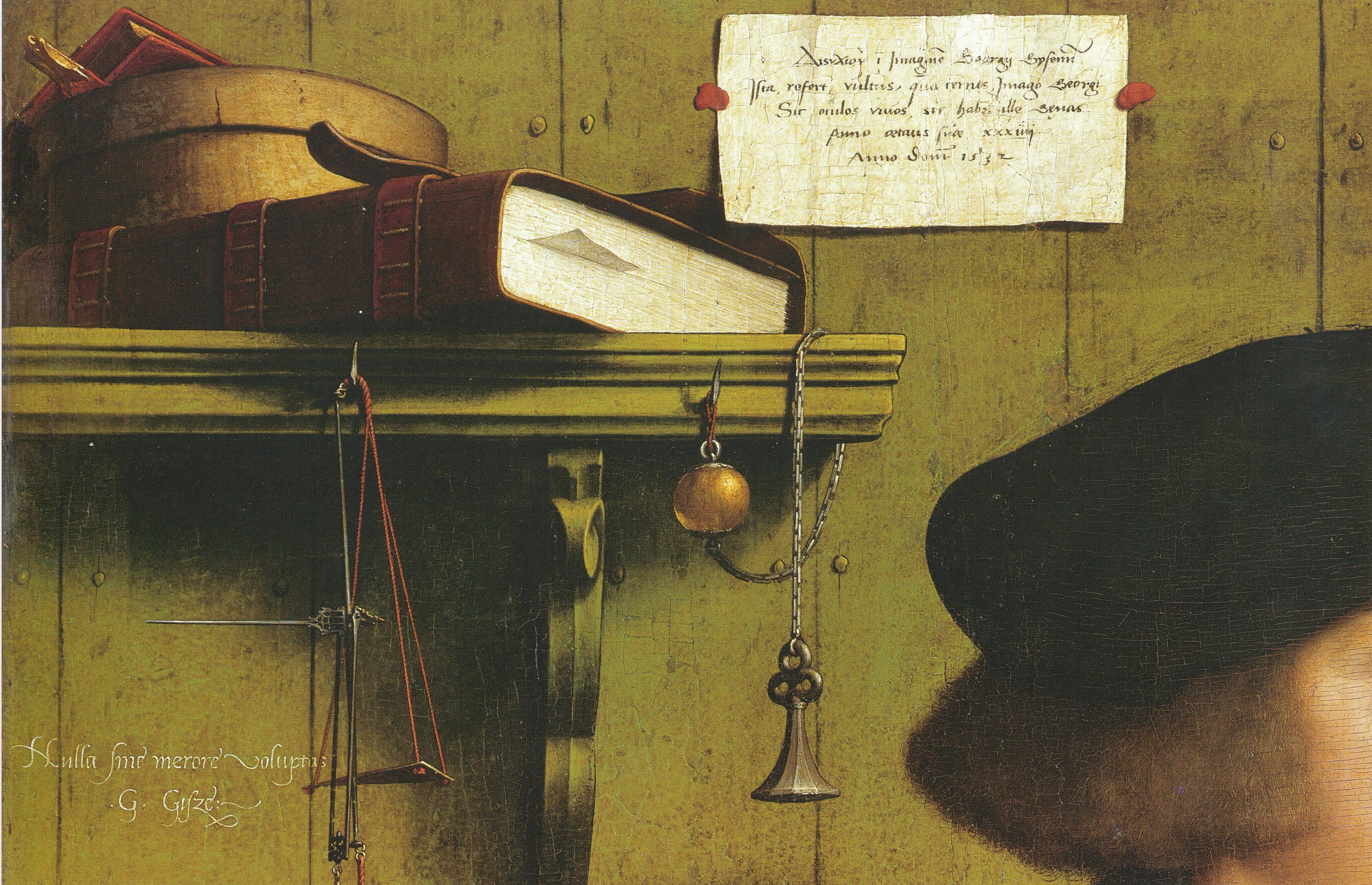
Cartellino nel ritratto di Georg Giese, opera di Hans Holbein il Giovane.

Il cartellino può essere la rappresentazione dipinta nel quadro, dallo stesso artista, di un foglietto con un testo esplicativo, magari con data e firma.